# Europenii (film din 1979)
Europenii (titlul original: în engleză The Europeans) este un film dramatic britanic, realizat în 1979 de regizorul James Ivory, după romanul omonim⁠(d) din 1878 al scriitorului Henry James, protagoniști fiind actorii Lee Remick, Robin Ellis, Wesley Addy și Tim Woodward.
Filmul istoric a fost nominalizat la Palme d'Or în 1979 și la un Oscar, un Glob de Aur și trei premii ale Academiei Britanice de Film în 1980.

## Rezumat
Eugenia și fratele ei Felix au părăsit Europa la mijlocul secolului al XIX-lea și au plecat la verii lor, familia Wentworth, în New England. Ea trebuie să se recăsătorească după ce s-a încheiat căsătoria ei morganatică cu un baron, la fel ca și fratele ei, care este artist. În film, cei doi frați europeni se întâlnesc cu rudele americane foarte puritane...

## Distribuție
- Lee Remick – Eugenia Münster
- Robin Ellis – Robert Acton
- Wesley Addy – Mr Wentworth
- Tim Woodward – Felix Young
- Tim Choate – Clifford
- Lisa Eichhorn – Gertrude
- Kristin Griffith – Lizzie Acton
- Nancy New – Charlotte
- Norman Snow – Mr Brand
- Helen Stenborg – Mrs Acton
- Gedda Petry – Augustine

## Melodii din film
- Trio, Opus 17 compusă de Clara Schumann
- Deutscher Tanz, Opus 33, No. 7, dans compus de Franz Schubert
- Schomberg Galop compusă de G.W.E. Friedrich
- Vals din Traviata, compus de Giuseppe Verdi
- Old Folkes Quadrilles compusă de Stephen Foster
- French Quadrilles compusă de Stephen Foster
- Simple Gifts imn tradițional (Shaker)
- Beautiful River compusă de Robert Lowry

## Premii și nominalizări
- 1979 Festivalul de la Cannes
  - Nominalizare pentru Palme d'Or[3]
- 1979 Premiile Oscar
  - Nominalizare la Cele mai bune costume[4] pentru Judy Moorcroft
- 1980 Globul de Aur
  - Nominalizare la Cel mai bun film străin în limba engleză[5]
- 1980 Premiile BAFTA:[6]
  - Nominalizare pentru Cea mai bună actriță în rol secundar lui Lisa Eichhorn
  - Nominalizare pentru Cele mai bune costume lui Judy Moorcroft
  - Nominalizare pentru Cel mai bun decor lui Jeremiah Rusconi

## Lansare
Filmul Europenii a avut premiera la Festivalul de la Cannes pe data de 15 mai 1979.
În România premiera filmului a avut loc la data de 1 martie 1982 la cinematograful „Scala” din capitală.